# قوس جبل طارق

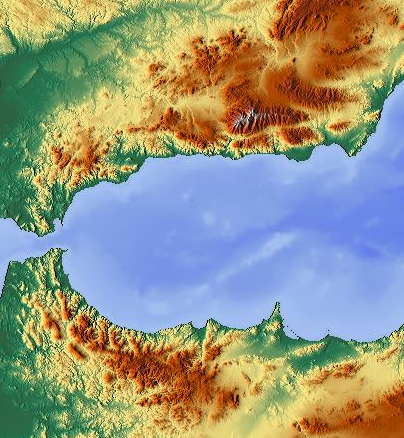
قوس جبل طارق

قوس جبل طارق (بالإنجليزية: Gibraltar Arc)‏ هو منطقة جيولوجية تتوافق مع منطقة جبلية مقوسة تحيط ببحر البوران، بين شبه الجزيرة الأيبيرية وإفريقيا. يتكون من نظام بايتيكا ‏ (جنوب إسبانيا)، وجبال الريف (شمال المغرب). يقع قوس جبل طارق في الطرف الغربي من حزام جبال الألب المتوسطي وتشكل خلال العصر الحديث بسبب تقارب الصفائح الأوراسية والأفريقية.
تم الوصول إلى الارتفاعات القصوى للمنطقة عند 3482 مترًا (11.424 قدمًا) ذروة جبل مولاي الحسن في نظام بايتيكا. يتم جمع هطول الأمطار بشكل أساسي عن طريق نهري الوادي الكبير (بايتيكا) وسبو (الريف)، اللذان أطلقا معظم الرواسب في أحواض الأرض الرسوبية المتشابهة.[بحاجة لمصدر]

## التطور التكتوني
حدث التقارب بين الشمال والجنوب للصفائح الأوراسية والأفريقية خلال منتصف العصر الأوليغوسيني حتى أواخر العصر الميوسيني، تلاه التقارب الشمالي الغربي - الجنوبي الشرقي من أواخر العصر التورتوني حتى الوقت الحاضر. تم تشكيل قوس جبل طارق خلال العصر النيوجيني نتيجة لمزيج من الهجرة الغربية لجبهة الجبال الأصلية وامتداد المنشأ المتأخر. يقدر معدل التقارب الحالي للألواح بحوالي 4.5 إلى 5.0 مم / سنة بسمت 135-120 درجة.
كان نظام الاندساس المحيطي لقوس جبل طارق باتجاه الشرق نشطًا خلال العصر الميوسيني المبكر والمتوسط ومن المحتمل أنه كان غير نشط منذ ذلك الحين. في هذا الوقت، كان بحر البوران بمثابة حوض قوس خلفي أثناء ترسيب الوحدات التراكمية. منذ أواخر العصر الميوسيني، أجبر التقارب القاري بين الشمال والجنوب إلى الشمال الغربي والجنوب الشرقي نظام الاندساس على طول القوس الموجه من N20 ° E إلى N100 ° E. هناك لوح من الغلاف الصخري ينحدر شرقا من مضيق جبل طارق نزولاً إلى عمق 600 كم عمق تحت بحر البوران.
تتميز البنية البلورية لقوس جبل طارق بانتفاخ مقوس موازٍ للقوس، مع ترقق القشرة يحدث بشكل موحد من هوامش سلاسل الجبال باتجاه بحر البوران. يحتوي وشاح الغلاف الصخري أيضًا على انتفاخ مقوس أسفل القوس مع ترقق شديد في الوشاح في بحر البوران، وهو الهيكل النموذجي لحوض قوس خلفي يقع على الجانب المقعر من حزام جبلي مقوس.
منطقة صدع الانزلاق الجانبي الأيسر الرئيسية، منطقة القص العابرة لألبوران، تعبر قوس جبل طارق مع اتجاه شمال شرق من منطقة بايتيكا الشرقية إلى الريف الغربي. كانت نشطة خلال العصر النيوجيني، حيث ساهمت في تقدم جبل طارق غربًا. بعض أجزاء الصدع السابقة نشطة، مع وجود خطأ ترانزي جانبي يسار ودورات إجهاد معتدلة إلى كبيرة في اتجاه عقارب الساعة. منحرفًا إلى منطقة القص هذه، هناك نوعان من أنظمة صدع الضربة الجانبية اليمنى الرئيسية، وهما أنظمة (Maro-Nerja) و(Yusuf). من المحتمل أن يكون نمط الإجهاد الحالي نتيجة للتداخل بين مصدرين من مصادر الإجهاد: التقارب المستمر للقارة ومصادر الإجهاد الثانوية من الاختلافات في سمك القشرة، والتراكمات الرسوبية التي تسبب التحميل، وخطأ الانزلاق النشط.

## جيولوجيا
يتكون القوس من قسمين: المنطقة الداخلية والخارجية. تتكون المنطقة الداخلية، التي تقع على الجانب الداخلي من القوس، بجوار بحر البوران، في الغالب من صخور متحولة ذات ضغط عالٍ ودرجات حرارة منخفضة. تتكون المنطقة الخارجي ، الواقعة على الجانب الخارجي من القوس، في الغالب من رواسب مترسبة على الحواف السلبية لإفريقيا وإيبيريا. أصبحت هذه الصخور مشوهة للغاية أثناء التمركز باتجاه الغرب من المناطق النائية لنظام الاندساس، حيث خضعت بعض الوحدات في الريف الخارجي لتحول متوسط الضغط ودرجات الحرارة المنخفضة خلال العصر الأوليغوسيني. تقع وحدات (Flysch) من العصر الطباشيري إلى أوائل العصر الميوسيني بين المناطق الخارجية والداخلية. تم طيها ودفعها أثناء الهجرة غربًا للمناطق الداخلية ويمكن تفسيرها على أنها الإسفين التراكمي لنظام الاندساس الذي كان نشطًا خلال العصر الميوسيني السفلي والأوسط.